# 拉帕替尼
拉帕替尼（諾華商品名Tykerb、Tyverb、泰嘉錠）是一种用于治疗乳腺癌和其他实体瘤的口服活性药物，以二甲苯磺酸拉帕替尼的形式使用。它是一种双酪氨酸激酶抑制剂，可中断 HER2/neu和表皮生长因子受体通路。它用于 HER2 阳性乳腺癌的联合治疗。 它用于治疗肿瘤过度表达 HER 的晚期或转移性乳腺癌患者。

## 作用机制
拉帕替尼是小分子4-苯胺基喹唑啉类受体酪氨酸激酶抑制剂，抑制表皮生长因子受体（ErbB1）和人表皮因子受体2（ErbB2）。

## 不良反应
拉帕替尼不良反应主要为胃肠道反应，包括恶心、腹泻、口腔炎和消化不良等，皮肤干燥、皮疹，其他有背痛、呼吸困难及失眠等。

## 相互作用
在体外拉帕替尼在治疗浓度可抑制CYP3A4和CYP2C8，并且主要由CYP3A4代谢，抑制此酶活性的药物能显著提高拉帕替尼的血药浓度。